# Melanolophia gnamptographa
Melanolophia gnamptographa är en fjärilsart som beskrevs av Louis Beethoven Prout 1910. Melanolophia gnamptographa ingår i släktet Melanolophia och familjen mätare. Inga underarter finns listade i Catalogue of Life.